# Alberto Luiz Galvão Coimbra
Alberto Luiz Galvão Coimbra (Rio de Janeiro, 30 de agosto de 1923 – 16 de maio de 2018) foi um pioneiro engenheiro, pesquisador e professor universitário brasileiro.
Criador da Instituto Alberto Luiz Coimbra de Pós-Graduação e Pesquisa em Engenharia (COPPE-UFRJ), a primeira pós-graduação em Engenharia do Brasil, hoje o maior centro de ensino e pesquisa da América Latina na área, Alberto revolucionou o ensino de engenharia no Brasil, insistindo em um modelo de ensino integral, voltado para a pesquisa em uma época em que os engenheiros eram formados voltados para o mercado de trabalho.
Grande oficial da Ordem Nacional do Mérito Científico e membro da Academia Nacional de Engenharia, Alberto lutou em prol de uma ciência independente, o que incomodou a ditadura militar. Ele foi então chamado para depor na Polícia Federal, onde foi fichado e humilhado por oficiais após uma condução coercitiva no Quartel do 1º Batalhão da Polícia do Exército, na Tijuca, onde funcionava o DOI-Codi. Proibido de exercer cargos de chefia em 1973, sua reabilitação ocorreu apenas em 1981.

## Biografia

### Primeiros anos
Alberto nasceu no bairro de Botafogo, na capital fluminense, em 1923. Era filho de Deodato Galvão Coimbra, comerciante, e de Zahra Braga, dona de casa. Seu pai era o filho aventureiro de um grande comerciante de ferragens de Itu que, aos 14 anos, foi trabalhar e estudar na Inglaterra, residindo com amigos da família. Retornaria com mais de 30 anos, para se estabelecer no Rio de Janeiro como importador de confecções de fabricação americana para as maiores lojas do país.
Em seu retorno conheceu Zahra, filha de Alberto Pereira Braga, dono de uma fábrica de papéis de parede e artigos de carnaval, vendidos em sua própria loja, a Casa David, instalada na Rua do Ouvidor, no Centro do Rio. O primeiro filho do casal nasceu pelas mãos de uma parteira, em 1923, na grande casa da família Pereira Braga em Botafogo. Ele foi batizado com o prenome do avô paterno, Alberto Luiz, mas o sobrenome herdou só do pai, parente distante do único santo brasileiro, Frei Galvão.
Cursou o primário no colégio Pitangas e o ginásio no Anglo Americano. Mas grande parte de sua educação veio de sua mãe, educada em um refinado colégio interno do Rio de Janeiro.
| “ | Minha mãe seria considerada hoje uma mulher de esquerda. Admirava os ideais da Revolução Francesa e o socialismo. Meu pai era mais conservador. Essa veia nacionalista eu herdei da minha mãe. | ” |

Motivados pelos pais, todos os filhos falavam inglês em casa. Aos 17 anos, Alberto morou por um ano em Nova York. Seu pai viajara a trabalho, levando toda a família. O jovem Alberto tinha acabado o então curso do ginásio e passou esse ano fora da escola dedicado às leituras. Em seguida, entrou em um curso de datilografia e aprimorou a fluência no inglês.

### Faculdade
Tendo cursado o científico nos melhores colégios da época, como o Universitário e o Andrews, Alberto não era o primeiro aluno da turma, porém ficou entre os 13 aprovados no concurso para cursar Química Industrial na Escola Nacional de Química, da Universidade do Brasil, atual UFRJ. Foi durante o curso que tomou gosto pela matemática, que posteriormente o levaria a se formar em engenharia química. Fora da sala de aula, dedicava seu tempo ao remo e futebol e também ao diretório estudantil.
Na época era pouco comum um estudante continuar a estudar depois de concluir uma graduação. Porém Alberto conseguiu uma bolsa de estudos por meio do professor Athos da Silveira Ramos, em 1947, para fazer o mestrado na Universidade Vanderbilt, nos Estados Unidos. A estrutura de ensino e pesquisa que Alberto encontrou eram bem diferentes do que havia no Brasil, onde alunos e professores dedicavam-se ao ambiente acadêmico de modo integral.
Estava ainda concluindo o mestrado quando o padre jesuíta Roberto Saboia de Medeiros visitou o campus da Vanderbilt e por indicação de seu orientador, Frank Tiller, o padre convidou Alberto para lecionar na Faculdade de Engenharia Industrial, em São Paulo. Retornando ao Brasil em 1949, Alberto se casou com uma antiga namorada, a estilista Betty Quadros, e foi morar na capital paulista.

## Rio de Janeiro
Em 1953, Alberto voltou para o Rio de Janeiro, desta vez como professor do Instituto de Química da Universidade do Brasil. Com dois filhos, ele precisava de vários empregos para se manter. Assim ele dava aulas na Pontifícia Universidade Católica do Rio de Janeiro, no curso de refinação de petróleo da Petrobras, além de ser consultor da Castrol e da Carborundum e de ter uma firma própria, em que fazia projetos de engenharia para a indústria. Ao voltar ao Rio de Janeiro, obteve o título de Doutor pela Universidade do Brasil (1953).
Foi por volta dessa época, vendo como o ensino brasileiro de engenharia não formava cientistas, que teve a ideia de implantar um curso de mestrado de Engenharia Química, o embrião da Coppe. Em 1960, por recomendação de seu orientador na Vanderbilt, Frank Tiller, Alberto visitou várias universidades norte-americanas. A ideia de Tiller era modificar a organização universitária no Brasil para algo mais parecido com o modelo norte-americano e acreditava que Alberto poderia assumir tal tarefa. A Guerra Fria provocou uma mudança nos cursos de engenharia nos Estados Unidos, com ênfase na pesquisa científica, algo que faltava no Brasil.
O modelo era, até então, inovador no cenário brasileiro: centrado na pesquisa científica, com professores bem remunerados trabalhando em tempo integral com dedicação exclusiva para que pudessem realizar pesquisa. Ele iniciou o curso em 1 de março de 1963 com apenas 8 alunos. Atualmente, a Coppe conta com 13 programas de pós-graduação nas mais diversas áreas da engenharia, dos quais 11 foram concebidos por Alberto.
O curso ocupava duas salas do prédio da Praia Vermelha, destinadas a professores quase sempre ausentes, para acomodar os primeiros alunos. Alberto largou os empregos paralelos para se dedicar exclusivamente ao curso de pós. Buscava convênios para trazer professores de fora e exigia de seus professores pontualidade e uso de gravata. Ainda que tivesse divergências com a direção da universidade, conseguiu trazer professores inclusive da União Soviética, em pleno regime militar.

## Perseguição
Além dos professores estrangeiros, Alberto contratava professores perseguidos pela ditadura. Tais atitudes levaram a um processo administrativo contra ele em 1973 a partir de denúncias de três professores. O processo resultou no afastamento do fundador da Coppe após dez anos no comando da instituição e a um demorado processo que o inocentou.
Convocado a depor pelo menos três vezes na Polícia Federal, foi fichado e humilhado pelos militares. Também foi obrigado a depôr em um inquérito na sede do Ministério da Educação no Rio de Janeiro. O brigadeiro responsável pela sessão queria saber porque Alberto contratava tantos professores russos.
| “ | Eu explicava que, no Brasil, a tecnologia ainda era incipiente e era preciso trazer professores estrangeiros, de vários países, para que os alunos recebessem uma formação atualizada. | ” |

Agentes à paisana o seguiram na rua, em Ipanema e o mandaram entrar no carro. Ele então foi levado para o quartel do 1º Batalhão da Polícia do Exército, na Tijuca, onde funcionava o DOI-Codi, onde novamente o questionaram sobre a contratação de professores russos na COPPE. Em 1973, o Conselho Universitário decidiu que Alberto seria proibido de exercer postos de chefia. Alberto deixou a universidade e foi para a Finep, a convite do amigo José Pelúcio Ferreira. O período improdutivo foi, para Alberto, o pior momento de sua vida.

## Reabilitação

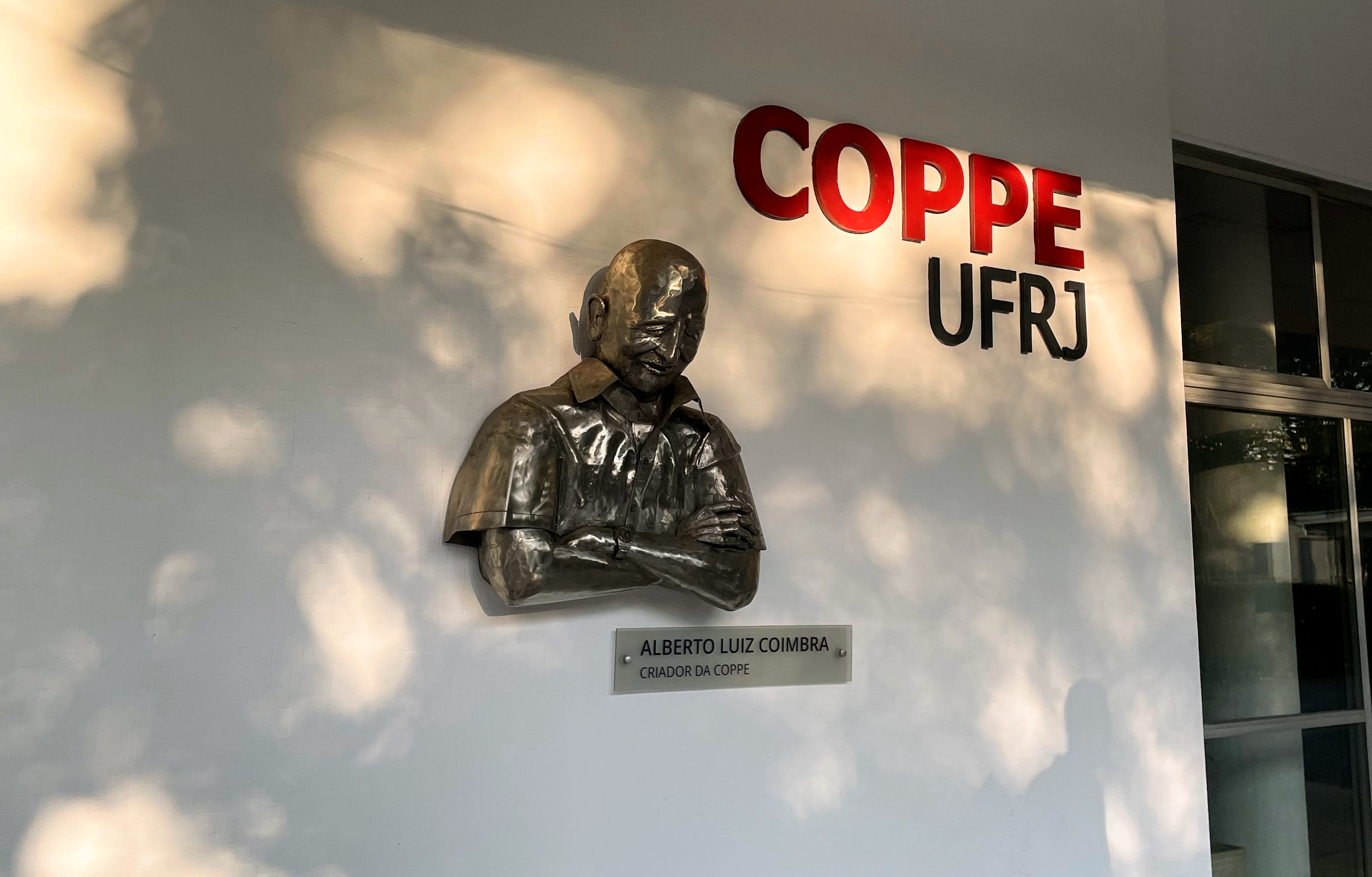
Busto localizado no bloco G do Centro de Tecnologia, em homenagem ao professor Alberto Luiz Galvão Coimbra, destacando sua contribuição notável à instituição.

Em 1981, Alberto recebeu o Prêmio Anísio Teixeira, do Ministério da Educação e seu nome foi reabilitado. Não poderiam lhe outorgar o prêmio sem revogar a proibição de exercer cargos de chefia. Dois anos depois, retornaria à COPPE, onde assumiu a coordenação do Programa de Engenharia Química, o primeiro curso da Coppe, no qual permaneceu como pesquisador até se aposentar, em 1993, tornando-se professor emérito da UFRJ.
Em 1995, a instituição que Alberto construiu passou a se chamar Instituto Alberto Luiz Galvão Coimbra de Pós-Graduação e Pesquisa de Engenharia. Manteve-se, porém, a sigla que ele escolhera 30 anos antes: COPPE. Hoje a COPPE é o maior centro de ensino e pesquisa da América Latina na área. Em 2015, foi nomeado Pesquisador Emérito do CNPq.

## Aposentadoria
Após se aposentar, residiu por vários anos em Teresópolis, com sua segunda esposa, Marlene, em uma confortável casa. Lamentava que as escolas de ensino fundamental e médio não tinham ensino integral e dedicação exclusiva de seus professores que, em sua visão, impulsionariam o ensino no país.

## Morte
Alberto teve múltiplos descolamentos de retina em seus últimos anos, o que o restringia no trabalho e no lazer. Ele esteve internado por mais de 15 dias no Hospital Samaritano, em Botafogo, na zona sul do Rio e morreu de falência múltipla dos órgãos em 16 de maio de 2018, aos 94 anos. O velório e cerimonia de cremação aconteceram no Memorial do Carmo, no Caju, na zona portuária do Rio.
Segundo Roberto Leher, ex-reitor da UFRJ:
| “ | Sua visão ampla e estratégica sobre a sociedade e a universidade construiu alicerces importantíssimos para a trajetória de milhares de profissionais. Em quase seis décadas atuando de forma dedicada na COPPE e na UFRJ, Coimbra contribuiu para o desenvolvimento econômico e social do país e iluminou o caminho não apenas de engenheiros, mas também da instituição universitária brasileira. | ” |